# Iolanda de Saboia
Iolanda Margarida Milena Isabel Romana Maria de Saboia (em italiano: Iolanda Margherita Milena Elisabetta Romana Maria di Savoia; 1 de junho de 1901 - 16 de outubro de 1986) foi a filha mais velha do rei Vítor Emanuel III da Itália e da sua esposa, a princesa Helena de Montenegro. Era irmã de Humberto II, o último rei da Itália.

## Biografia
A princesa Iolanda Margarida Milena Isabel Romana Maria de Saboia nasceu em Roma, na Itália. Em jovem era uma desportista activa, principalmente em natação e equitação.
Durante a Primeira Guerra Mundial, os jornais publicaram relatos de um possível noivado com o Príncipe de Gales, o futuro Eduardo VIII, que servia na Itália em 1918. Não havia base para esses rumores, mas eles ressuscitaram em 1919 quando Iolanda se juntou a sua mãe Helena de Montenegro, sua irmã a princesa Mafalda de Saboia e a Duquesa de Aosta (princesa Helena de Orleães) em uma visita a Paris, onde o príncipe estava ao mesmo tempo.
Depois do seu casamento, passou a viver na cidade de Pinerolo, a sudoeste de Turim.
Em 1946, Iolanda e a sua família foram para exílio voluntário com o pai para Alexandria no Egipto. Depois da morte do rei Vítor Emanuel, Iolanda e a família regressaram à Itália onde moraram em Castelporziano.
Iolanda morreu num hospital em Roma e está enterrada em Turim.

## Descendência
Iolanda casou-se com o conde Giorgio Carlo Calvi de Bergolo no dia 9 de abril de 1923 no Palácio de Quirinal em Roma. Tiveram cinco filhos:
- Maria Ludovica Calvi di Bergolo (nascida no dia 24 de janeiro de 1924), casada com Robert Gasche em 1949 (div. 1975); com descendência;
- Giorgio Calvi di Bergolo (nascido e morto em 1925), morreu de bronquite com seis dias;
- Vittoria Calvi di Bergolo (22 de junho de 1927 – Março de 1985); casada com o conde Guglielmo, Guarienti de Brenzone em 1947; com descendência;
- Guia-Anna Calvi di Bergolo (nascida a 8 de março de 1930), casada em 1951 com Carlo Guarienti; com descendência;
- Pier Francesco Calvi de Bergolo (nascido no dia 22 de dezembro de 1933), casado em 1958 com Marisa Allasio; com descendência.